# نثر فارسی

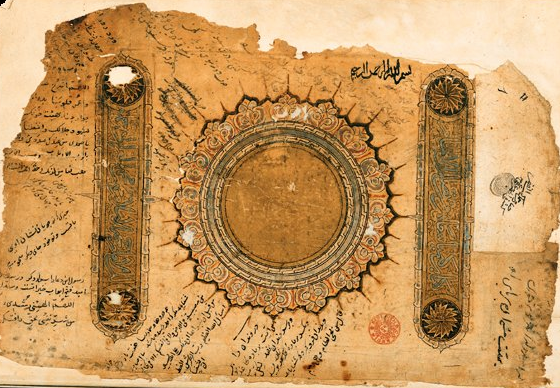
کیمیای سعادت اثر غزالی، نگهداری‌شده در کتابخانه ملی فرانسه

نثر فارسی (فارسی دری) آن گونه‌ای از سخن نوشتاری فارسی است که در ایران دورهٔ اسلامی پا گرفت و رفته‌رفته در برخی سرزمین‌های غیرفارسی‌زبان، از ترکستان تا آسیای صغیر، هم گسترش یافت و در آنجا سده‌ها پایدار ماند. امروز، نگارش و نشر نثر فارسی تنها در سه کشور ایران و افغانستان و تاجیکستان، به دو خط عربی و خط سیریلیک، عمومیت دارد.  
اگرچه زمان آغاز نثر فارسی دری به‌درستی دانسته نیست، نشانه‌هایی هست که آن را تا نیمهٔ دوم سدهٔ اول هجری تا نیمهٔ نخست سدهٔ دوم هجری می‌کشاند، و ضمناً نشان می‌دهد که نگارشِ نثرِ فارسی در دورهٔ اسلامی پیش‌ از رواج خط عربی برای فارسی‌نویسی آغاز شده است. یکی از این نشانه‌ها پاره‌ای است از نامه‌ای خصوصی به‌خط عبری که اورل اشتاین در آغاز سدهٔ بیستم بدان دست یافت و ظاهراً از سال‌های ۹۹-۱۰۰ هجری است. دیگر سه کتیبهٔ کوتاه فارسی، باز هم به‌خط عبری، است که محتمل است از سال ۱۳۵ هجری باشد. همچنین، بخشی از ترجمهٔ یک نسطوری از زبور پهلوی، به‌خط سریانی، در دست است که از دو سدهٔ نخست می‌نماید.
در متون کهن، از آثار دیگری نیز نام برده‌اند که البته به دست ما نرسیده‌اند. چنان‌که ابوریحان بیرونی در آثار الباقیه نوشته است، به‌آفرید، یکی از رهبران دینی در دو سدهٔ نخست، دربارهٔ آیین خود نوشته‌ای پدیدآورده بود که به‌فارسی بوده است. همچنین، ابن ابی‌اصیبعه در کتاب عیون الأنباء فی طبقات الأطباء نوشته است که ابوحاتم بلخی کتاب السموم از شاناق، پزشک هندی، را با همراهی یک هندی به فارسی برگردانده است. ذبیح‌الله صفا این برگردان را از سال‌های پایانی سدهٔ دوم دانسته است. نوشته‌های دیگری نیز بوده‌اند که تفسیری بر قرآن (از ابوعلی جُبّائی)، المعالجة البقراطیه (از احمد بن محمد طبری)، کتابی در لغت (از ابوحفص سغدی، شاید همان سرایندهٔ آهوی کوهی)، آثاری در عروض (از یوسف عروضی و ابوالعلای شوشتری) و خجسته‌نامه (از بهرامی سرخسی) از آن دست‌اند.
در فارسی، نثر در برابر نظم یا شعر قرار می‌گیرد که اغلب در یک معنا به‌کار می‌روند. تمایز بین «نظم» و «شعر» ریشه در منطق دارد. قول به «شعر منظوم» و «شعر منثور» نیز متأخر است.

## تقسیم‌بندی نثر فارسی
محمدتقی بهار در مقدمه‌ی جلد دوم سبک‌شناسی نثر دریِ بعد از اسلام را به شش طبقه تقسیم می‌کند:
۱- دورهٔ سامانی (۳۰۰ تا ۴۵۰ هجری)
۲- دورهٔ غزنوی و سلجوقی اول (۴۵۰ تا ۵۵۰ هجری)
۳- دورهٔ سلجوقی دوم و خوارزمشاهیان. نثر فنی (۵۵۰ تا ۶۰۰ هجری)
۴- دورهٔ سبک عراقی و نثر صنعتی (۶۰۰ تا ۱۲۰۰ هجری)
۵- دورهٔ بازگشت ادبی (۱۲۰۰ تا ۱۳۰۰ هجری)
۶- دورهٔ ساده‌نویسی (۱۳۰۰ هجری تا امروز)

### ویژگی‌های هر دوره
در دورهٔ سامانی، نثر فارسی ساده و موجز و بی‌صنعت و مرسل بوده و لغات فارسی بر لغات عربی می‌چربیده است. نمونهٔ کامل چنین اثری تاریخنامه طبری بلعمی و حدود العالم است.
در دورهٔ غزنوی و سلجوقی اول نثر عربی در فارسی اثر کرد و جملات طولانی شد و لغات عربی رو به زیادی گذاشت. نمونهٔ این دوره تاریخ بیهقی و کلیله و دمنه است.
در دورهٔ سلجوقی دوم و خوارزمشاهیان موازنه و سجع و تکلفات و صنایع بدیعیه در نثر زیاد شد. نمونهٔ آن مقامات حمیدی و مرزبان‌نامه است.
در دورهٔ نثر صنعتی تکلفات بدیعی بیشتر شد و لغات عربی مشکل و اصطلاحات علمی نیز فزونی یافت و نثر را مشکل و فهم آن را دشوار کرد. نمونهٔ چنین نثری نفثةالمصدور و التوسل الی الترسل و لباب‌الالباب و جوامع الحکایات و ترجمه تاریخ یمینی (تألیف جرفادقانی) و تاریخ جهانگشای و تاریخ وصاف است.
در دورهٔ بازگشت ادبی تقلید از نثر زیبای گلستان سعدی و نثر خوارزمی و نثر بیهقی رواج یافت و نمونهٔ آن منشآت قائم مقام و نشاط اصفهانی و ناسخ‌التواریخ و مؤلفات هدایت و نامه دانشوران است.
در دورهٔ ساده‌نویسی نثر ساده و فصیح رواج یافت. نمونه‌های آن عبارتند از رساله‌های ملکم و ترجمهٔ سرگذشت حاجی بابای اصفهانی و کتاب احمد طالبوف و سایر تألیفات او و کتاب سیاحت‌نامه ابراهیم‌بیگ و افسانه‌های کنت و سه تفنگدار ترجمهٔ محمدطاهر میرزا.

## نمونه‌های آغازین
نمونه‌های آغازین نثر فارسی به‌خط عربی، همه، از روزگار فرمانروایی سامانیان، به‌ویژه نیمهٔ دوم سدهٔ چهارم، به دست ما رسیده‌اند، اما کهن‌ترین نمونه بخشی از یک رساله در فقه حنفی است که گویی ابوالقاسم سمرقندی (درگذشته به سال ۳۴۲ هجری قمری) در نیمهٔ نخست سدهٔ چهارم آن را پدیدآورده است. این پارهٔ بازمانده چنین آغاز می‌شود: 
اما بعد وصیت می‌کنم شما را و خویشتن را، نخست به ترسیدن از خدای —عز و جل— و جهدکردن در گزاردن فرمان‌های وی و پرهیزکردن از نهی‌های وی و صبرکردن بر حکم‌های وی و رضادادن به قضاهای وی و شکرکردن بر نعمت‌های وی و آراستن و آماده‌گشتن مر مرگ را، و نگریت [= نگرید] تا بر حکم حق —سبحانه و تعالی— اعتراض نکنیت [= نکنید] و بر خلق او تکبر نکنیت [= نکنید].

## انواع
نثر فارسی کهن را ازنظر صورت در سه دسته گنجانده‌اند: نثر ساده یا مرسل، نثر بینابین، نثر فنی یا مصنوع. برخی پژوهشگران از نثر موزون هم سخن رانده‌اند.

### نثرعرفانی،مناجاتوتحمیدیه

#### نثر عرفانی خواجه عبداللّه انصاری
خواجه عبدالله انصاری معروف به پیرهرات، در قرن پنجم هجری در هرات به دنیا آمد. در جوانی علوم دینی وادبی را فرا گرفت. وی به دو زبان فارسی و عربی شعر سروده است و از پیشگامان نثر مسجع محسوب می‌شود. کتاب‌های او به شرح زیر است:
الهی‌نامه، زادالعارفین، مناجات‌نامه، رساله دل و جان، رسالهٔ هفت نثار، قلندرنامه، محبت نامه، طبقات الصوفیه، کنزالسالکین، کشف الاسرار، صد میدان و رباعیات.
نثر نیایش‌ها و مناجات وی، دارای سجع و آهنگ، لطافت، دلنشینی و سادگی است و از ویژگی‌های آن، سرشار بودن از مضامین عرفانی است.

## ادوار و تحولات نثر فارسی

### نثر کهن
نفیسی نخستین اثر مدونی که از نثر فارسی مانده را شاهنامه ابومنصوری می‌داند که مربوط به اوسط قرن چهارم هجری می‌باشد. به عقیده وی پیش از آن تنها نشانه‌ای که از نثر فارسی داریم منحصرست به بعضی جمله‌ها که مؤلفین ایرانی یا عرب در کتابهای تازی نقل کرده‌اند که البته برای نمودن سبک نثر قرن اول و دوم و سوم بلیغ نیست و به همین جهت ذکری از نثر سیصد سال از آغاز دوره بعد از اسلام ادبیات ایران نمی‌توان کرد. همچنین وی اوج نثر فارسی را نیز در زمان نوح بن نصر سامانی ذکر کرده است.

### نثر معاصر
نثر فارسی معاصر، دارای چهار دوره، از نظر تحول و دگرگونی است. این چهار دوره، عبارتند از:
1. نثر دوره مشروطیت
2. نثر سال‌های ۱۳۰۰ تا ۱۳۱۵
3. نثر سال‌های ۱۳۱۵ تا ۱۳۴۰
4. نثر سال‌های ۱۳۴۰ تا ۱۳۵۰ که تاکنون نیز ادامه یافته است. سید علی شاهری، مصحح و ویراستار ارشد در انتشارات امیرکبیر و ویراستار در پژوهشگاه علوم انسانی و مطالعات فرهنگی، کتاب غرب‌زدگی از جلال آل احمد را سرآغاز دورهٔ چهارم نثر فارسی می‌داند.[۱۵]

## برخی از نثرنویسان
سعدی
خواجه عبدالله انصاری
 قائم مقام فراهانی
اثر وی با نام منشآت قائم مقام یا منشآت، مشهور و دارای ارزش ادبی است.
میرزا رضی
یکی از نثرنویسان آغاز کار سلسله قاجاریه میرزا رضی منشی الممالک، فرزند میرزا شفیع آذربایجانی است. میرزا رضی از خانواده‌ای برخاسته، که از عقاید صوفیگری پیروی می‌کرده‌اند، ولی این امر او و پدر وی را از رسیدن به مقامات عالیه دولتی بازنداشته است. میرزا شفیع مستوفی نادرشاه بود و میرزا رضی پس از فوت پدر در دولت کریم خان زند و پس از او در دربار آغا محمدخان قاجار منصب استیفا داشت و رسائل و نامه‌ها و فرمان‌های عمده را به عربی، فارسی و ترکی جغتایی تحریر می‌کرد و چون نوبت پادشاهی به فتحعلی شاه رسید در دربار او عزت و احترام بیشتری یافت و مشهور است که به هنگام سلام هم لوله قرطاس و هم خنجر الماس به کمر می‌زده است.
میرزا رضی به ترکی و گاهی به فارسی و عربی شعر می‌سرود و "بنده" تخلص می‌کرد. رضا قلی خان هدایت دو قصیده فارسی او را در مجمع الفصحاء ضبط کرده است.
صاحب ترجمه به سال ۱۲۲۲ ه‍.ق به بیماری سل در تهران درگذشت و در نجف دفن شد. وی هنگام مرگ شصت و پنج سال داشت.
میرزا رضی وقایع جنگ فرانسه و اتریش و روس (۱۸۰۵ م) را که از لسان اروپایی به ترکی ترجمه شده بود، برای مطالعه فتحعلی شاه، به زبان پارسی ترجمه کرده است. رساله «عشق و روح» و «حسن و دل» نیز از منشآت اوست و از مشاهیر مکتوبات وی نامه مفصلی است که از قول فتحعلی شاه به ناپلئون اول نگاشته و تمام آن در «زنبیل» فرهاد میرزا معتمدالدوله چاپ شده است.
او را تاریخی است به نام "زینةالتواریخ" که به فرمان خاقان کبیر نگاشته. تاریخ مزبور تألیف دسته جمعی است که گذشته از میرزا رضی، که مؤلف اصلی بوده، معتمد الدوله نشاط و عبدالرزاق بیگ دنبلی، متخلص به مفتون، و شخصی به نام میرزا عبدالرحیم اشتهاردی در تحریر آن دست داشته‌اند.
فاضل خان
میرزا محمد از طایفه بایندر ترکمان، روز چهاردهم ذیحجهً سال ۱۱۹۸ ه‍.ق در گروس به دنیا آمد. در شانزده سالگی یتیم ماند و به عسرت بزرگ شد. چندی پس از مرگ پدر، به عراق و جاهای دیگر سفر کرد و خط و انشایی فراهم آورد. سپس به تهران آمد و به وسیله فتحعلی خان صبا به دربار راه یافت و جزو غلامان خاص درآمد و به فرمان شاه تحت نظر و تربیت صبا مشغول تحصیل شد؛ و در پنج سال چنان معلوماتی از علوم زمان بدست آورد که شاه چون فضایل او را دید لقب " فاضل خان " به او داد و به سمت جارچی باشی، یعنی رئیس و سرکرده منادیان دربار، منصوب شد. او چند سال جزو منشیان مخصوص شاه کار می‌کرد و در سفر و حضر ملتزم رکاب بود و چون بیانی خوب داشت، قصایدی را که فتحعلی خان ملک الشعراء و دیگران در مدح شاه می‌سرودند حفظ و روایت می‌کرد و بدین مناسبت تخلص شعری خود را نیز " راوی " قرار داد.
در روز آدینه، ۲۴ رجب سال ۱۲۴۴ ه‍.ق (۳۰ ژانویه ۱۸۲۹ م) واقعه ناگوار قتل گریبایدوف، سفیر روس در تهران پیش آمد و هفت ماه بعد شاهزاده خسرومیرزا، یکی از پسران کهتر عباس میرزا نایب السلطنه، با هیئتی برای عذرخواهی مأمور دربار روسیه شد. فاضل خان هم جزو این هیئت بود.
هیئت نمایندگی خسرو میرزا در راه قفقاز به پوشکین، شاعر نامی روس، برخورد که با ارتش ژنرال پاسکویچ به میدان جنگ با عثمانی می‌رفت.
پوشکین شرح این ملاقات را در سفرنامه ارزروم چنین آورده است:
«عجله داشتم که هر چه زودتر به تفلیس برسم… منتظر شاهزاده ایران بودند. در نزدیکی ده کازبیک (قاضی بیگ) با چند دستگاه کالسکه برخوردیم و راه چون تنگ بود، بند آمد. در آن میان که وسائط نقلیه از کنار هم رد می‌شدند، افسر نگهبان به ما گفت که وی شاعر دربار ایران را بدرقه می‌کند و به خواهش من مرا به فاضل خان معرفی کرد. به کمک مترجم خواستم به تعارفات پرآب و تاب شرقی بپردازم. اما چقدر شرمنده شدم وقتی که فاضل خان شیرینکاری نابجای مرا با فروتنی ساده و مودبانه‌ای پاسخ داد و اظهار امیدواری کرد که باز در پترسبورگ مرا ببیند و تاسف خورد که آشنایی ما طولانی نبود. ناچار شدم این لحن شوخی پر افاده خود را عوض کرده، با عبارات معموله اروپایی با او سخن گویم. این پیش آمد باید برای ما روسها درس عبرتی باشد که شوخی و مسخرگی را کنار بگذاریم و من خود از این پس دربارهٔ کسی از روی کلاه پوستی و سر انگشتان خضاب کرده اش قضاوت نخواهم کرد.»
فاضل خان زمانی هم به وزارت همدان منصوب گشت، و چون در آنجا وامدار شد و به وی سخت گذشت به تهران بازگشت و دوباره جزو منشیان مخصوص درآمد. در زمان سلطنت محمد شاه هم چندی به همین سمت باقی بود تا عزلت گزید و «از حضرت سلطان راتبه یافت» و سر انجام در سال ۱۲۵۳ یا ۱۲۵۴ ه‍.ق بر اثر بیماری شدید چند ماهه در تهران درگذشت.
صاحب دیوان
میرزا تقی علی‌آبادی، پسر میرزا زکی، مستوفی الممالک آغا محمد خان، در علی‌آباد (شاهی) به دنیا آمد. مردی بود فاضل و کار آزموده و صاحب قلم. چون در محل روزگار بر او سخت گرفته بود و کارش رونقی نداشت، از مازندران به تهران آمد و به وسیله فتحعلی خان صبا به دربار فتحعلی شاه معرفی و ابتدا به سمت منشی مخصوص مشغول کار شد؛ و پس از سه سال به ریاست بیوتات سلطنتی منصوب گردید. او مورد اعتماد شاه بود و پیغام‌ها و رسائل محرمانه شاه به وسیله وی ابلاغ می‌شد. چند سال بعد به وزارت زنجان منصوب شد و ده سال در آنجا ماند و پس از ده سال به امر شاه به تهران بازگشت و چندی بعد لقب "صاحبدیوان" یافت. اما چهار سال بعد (۱۲۴۸ ه‍.ق) به جرم اینکه دهی را بی فرمان پادشاه منشور کرده و به سیورغال مردی داده بود، معزول شد و میرزا تقی نوایی مازندرانی به جای وی منشی الممالک شد.
بعد از جلوس محمد شاه به سال ۱۲۵۰ ه‍. ق، علی‌آبادی در شوال آن سال مأمور شد از شاهزاده محمد قلی میرزا ملک آرا، فرماندار مازندران، که به تهران احضار شده و بیم آن می‌رفت که سرکشی کند، استقبال نماید. او مأموریت خود را به خوبی انجام داد و بعد مأمور شیراز شد. در آنجا با وصال شیرازی الفت یافت و پس از سه سال به علت بیماری با اجازه شاه به تهران بازگشت و چندی نگذشت که دچار سکته و خانه‌نشین شد و به فلج پا و نابینایی گرفتار بود تا در جمادی الثانی سال ۱۲۵۶ ه‍.ق درگذشت.
صاحب دیوان در شمار چند تن نویسنده طراز اول صدر حکومت قاجاریه است. قائم مقام در منشآتش از او به احترام نام می‌برد و در نویسندگی به استادیش می‌ستاید.
صاحب ترجمه شعر هم می‌سرود و "صاحب" یا "صاحبدیوان" تخلص می‌کرد. اشعارش تعریفی ندارد. دو نسخه از دیوان او در کتابخانه مدرسه سپهسالار تهران موجود است.